# Túlterjeszkedés
A projektmenedzsmentben a túlterjeszkedés a projekt hatókörének folyamatos vagy korlátlan növekedése a projekt elkezdése után.  A projektkezdés előtti helyzetről lásd analízis paralízis. Megelőzhető a projekt hatókörének megfelelő definiálásával, dokumentálásával és ellenőrzésével. Általában károsnak tekinthető.
Okai:
- gyenge változáskezelés
- a projekt céljait nem határozták meg kellően a projekt elkezdésekor
- gyengekezű vezetés (projektmenedzser és projektgazda)
- a felek közötti kommunikációs problémák
- a termék kezdeti rugalmatlansága

A túlterjeszkedés kockázat a legtöbb projekt számára. A legtöbb megaprojekt a túlterjeszkedés áldozatává válik. Következménye gyakran a költségvetés túllépése. Az ingyen érték stratégiájával nehéz szembemenni, és nehéz kihívást jelent még a legjobb projektmenedzser számára is.
A túlterjeszkedés általában szükségtelen képességeket ad a projekthez, de néha ezek hasznosnak bizonyulnak. Például a The Elder Scrolls: Arena egy középkori stílusú gladiátorjátéknak indult,  végül nyílt világú, epikus szerepjátékká vált, a névadó arénaharc nélkül, megküzdve a lépésenként egyre növekvő bonyolultsággal. Egy másik példa a Shogun: Total War, ami egy egyszerű harcot szimuláló játékként indult.

## Fordítás
Ez a szócikk részben vagy egészben  a   Scope creep című angol Wikipédia-szócikk fordításán alapul.  Az eredeti cikk szerkesztőit annak laptörténete sorolja fel. Ez a jelzés csupán a megfogalmazás eredetét és a szerzői jogokat jelzi, nem szolgál a cikkben szereplő információk forrásmegjelöléseként.